# Retinaal pigmentepitheel

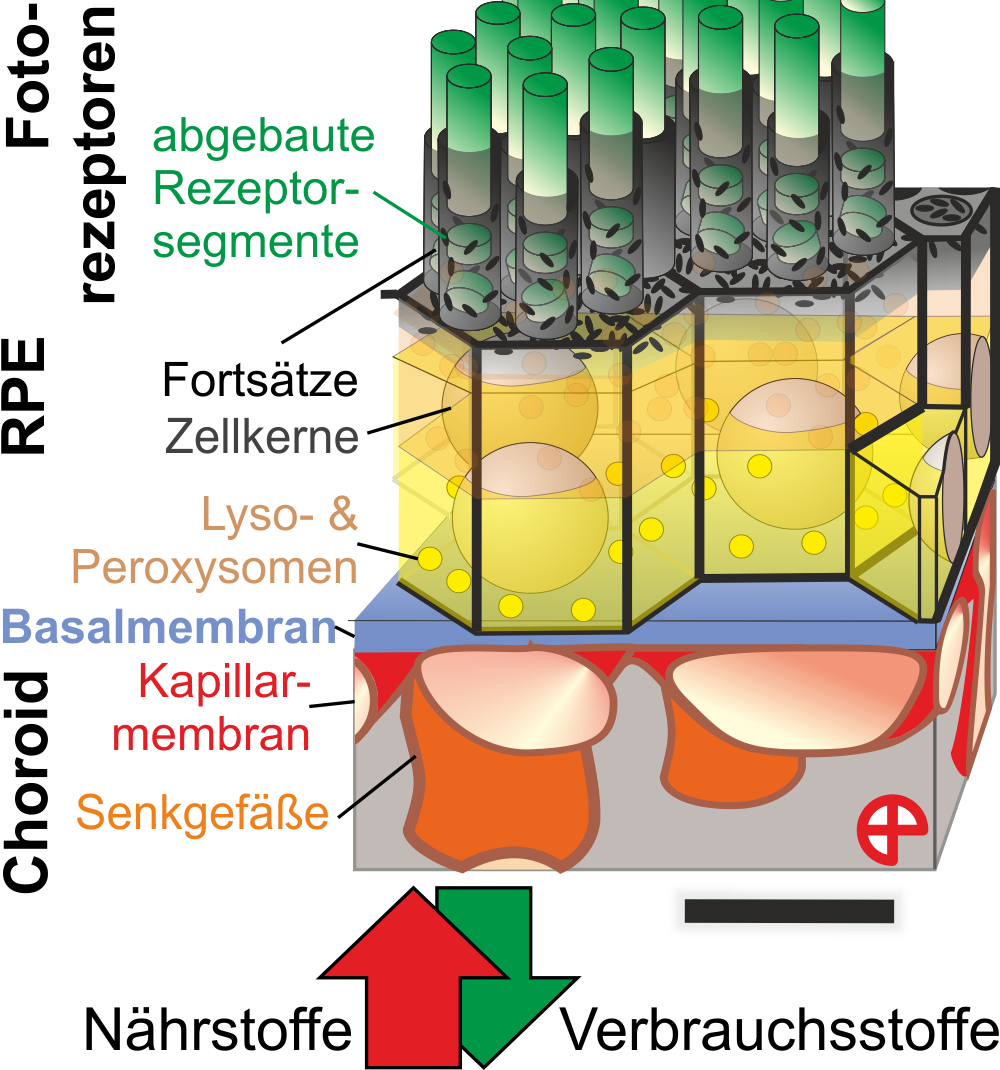

Het retinaal pigmentepitheel (RPE) is de laag in het netvlies van het oog die verbonden is met de neurosensorische retina. Het is een enkelcellige laag die zeer gepigmenteerd is, vandaar de naam. 

## Functies
Het RPE heeft vier belangrijke functies, namelijk:
- Het in stand houden van de bloed-retinabarrière.
- Absorptie van licht om hinderlijke weerkaatsingen in het oog te voorkomen.
- Pompfunctie om macula-oedeem te voorkomen.
- Uitscheiding van vasculaire-endotheelcelgroeifactor (VEGF).

### Membraan van Bruch
Onder het RPE bevindt zich een vlies wat de membraan van Bruch heet. Dit is een zeer stevige verbinding, die voor de bloed-retinabarrière zorgt en voedingsstoffen vanuit het oogvaatvlies aan het RPE doorgeeft (sorteert).